# Giovanni Carlone (Maler, 1584)
Giovanni Carlone, genannt il Genovese (* 1584 in Genua; † 1631 in Mailand) war ein genuesischer Maler und Freskant des Frühbarock.

## Leben und Wirken
Carlone war der älteste Sohn des lombardischen Bildhauers Taddeo Carlone aus Rovio und der Bruder von Giovanni Battista Carlone. Seine Ausbildung erhielt er zunächst bei seinem Vater, dann durch Pietro Sorri in Siena und später in Rom und Florenz. Bei Passignano in Florenz erlernte er die Freskenmalerei. Zu seinen ersten Werken gehörte die Ausgestaltung des Gewölbes der Kirche della Nunziata in Genua sowie die Ausmalung der Chiesa del Gesù. Er arbeitete zudem in den Palästen Pallavicini und Spinola. Im Auftrag der Theatiner begann er 1630 die Gestaltung der Kirche S. Antonio in Mailand, starb aber vor Vollendung der Arbeit, die anschließend von seinem Bruder Giovanni Battista fertiggestellt wurde. Seine Fresken weisen eine gute Farb- und Perspektivgestaltung auf, die Ölgemälde gelten als weniger gut gelungen.
| Werk | Beschreibung | Werk | Beschreibung |
| ---- | --- | ---- | --- |
|      | Deckenfresko Geschichte des Heiligen Kreuzes in der Mailänder Kirche Sant’Antonio Abate von Giovanni Carlone und Giovanni Battista Carlone |      | Fresko Heilige und Propheten auf der Fassadeninnenwand der Mailänder Kirche Sant’Antonio Abate von Giovanni Carlone und Giovanni Battista Carlone |
|      | Deckenfresko Geschichte des Heiligen Kreuzes in der Mailänder Kirche Sant’Antonio Abate von Giovanni Carlone und Giovanni Battista Carlone |      | Porträt in Abrégé de la vie des plus fameux peintres. Antoine-Joseph Dézallier d’Argenville, Paris, 1745                                          |